# Stenogryllus phthisicus
Stenogryllus phthisicus är en insektsart som beskrevs av Henri Saussure 1878. Stenogryllus phthisicus ingår i släktet Stenogryllus och familjen syrsor. Inga underarter finns listade i Catalogue of Life.